# Księga Zachariasza
Księga proroka Zachariasza (hebr. זכריה Zecharija) – jedna z ksiąg Pisma Świętego, znajdująca się wśród ksiąg prorockich Starego Testamentu. W kanonie hebrajskim stanowiła część Księgi Dwunastu Proroków Mniejszych.
Wizjoner Zachariasz działał obok Aggeusza najprawdopodobniej w latach 520-518 przed Chr. (a dokładnie od listopada 520 roku do grudnia 518 roku). Jego przesłanie przybiera postać bardzo żywych, przykuwających uwagę obrazów.

## Treść
Część 1: Zaczyna się nowa era 1–8
- Wstęp, wezwanie Jahwe do nawrócenia się 1,1–6
- Osiem wizji i zagadnienia moralne 1,7–8,23 (wizje: jeźdźcy, rogi i czterech rzemieślników, młodzieniec ze sznurem mierniczym, przebranie arcykapłana Jozuego w czyste szaty, świecznik i dwie oliwki, latający zwój, dzban, cztery rydwany)

Część 2: Izrael i narody 9–14
- Pierwsze przesłanie 9–11 (narody pod panowaniem Jahwe, Król Pokoju, wyzwolenie przez Jahwe i powrót Izraela, obraz pasterza)
- Drugie przesłanie 12–14 (ocalenie Jerozolimy i nawrócenie ludu)

## Przesłanie
Mała społeczność Żydów, którzy powrócili do Jerozolimy, wyraźnie miała poczucie nowego początku. Żyło się im nadal trudno, ale przestrzegali wskazań Bożych. Myśl Zachariasza wychodzi od owego nowego początku i przenosi się ku nowej erze, nie tylko dla Jerozolimy, ale dla całego świata. Wraz z proroctwami o nowej erze znajdujemy także wiadomości o Mesjaszu, królu miłości i sprawiedliwości, który zostanie posłany przez Boga. Jako że Zachariasz podkreśla nadejście Mesjasza, cytaty z jego księgi wiele razy znajdują się w Nowym Testamencie (Mt 21,5(9); J 12,5; Mt 26,31; Mt 27,9n; J 19,38. Tekst Za 12,10 przytaczają Mt 24,30 i Ap 1,7.).

## Kwestia autorstwa
Powszechnie uważa się, że autentyczne słowa Zachariasza zawarte są w rozdziałach od 1 do 8, natomiast dalsze rozdziały (9-14) są autorstwa tzw. Deutero Zachariasza. Niektórzy przyjmują również istnienie tzw. Trito Zachariasza, dzieląc rozdziały 9-14 na dwóch proroków. Możliwe jest też, że część druga księgi jest autorstwa nawet czterech proroków, działających pod koniec IV wieku. Ostateczna redakcja księgi mogła zostać zakończona ok. roku 250 przed Chr.